# 克其克库木库勒
克其克库木库勒是一个位于中国新疆维吾尔族自治区若羌县的湖泊，面积约为60平方千米。